# Phaeostigma ponticum
Phaeostigma ponticum là một loài côn trùng trong họ Raphidiidae thuộc bộ Raphidioptera. Loài này được Albarda miêu tả năm 1891.